# Garcinia pancheri
Garcinia pancheri är en tvåhjärtbladig växtart som beskrevs av Jean Baptiste Louis Pierre. Garcinia pancheri ingår i släktet Garcinia och familjen Clusiaceae. Inga underarter finns listade i Catalogue of Life.